# Coptodon tholloni
Coptodon tholloni es una especie de peces de la familia Cichlidae en el orden de los Perciformes.

## Morfología
Los machos pueden llegar alcanzar los 22 cm de longitud total.

## Distribución geográfica
Se encuentran en África: Gabón (río Ogooué), República del Congo (río anidar-Kwilu) y República Democrática del Congo (río Chiloango y curso inferior del río Congo).